# Zîrnindu-să
Zîrnindu-să è il primo album della band black metal Negură Bunget, pubblicato nel 1996 dalla Bestial Records.

## Tracce
1. Blăznit – 4:30
2. Negrii – 5:42
3. În Miaz Dă Negru – 4:15
4. Dîn Afundul Adîncului Întrupat – 5:33
5. Pohvala Hulă – 5:22
6. De Rece Sîngie – 3:49
7. Dupre Reci Îmbre – 4:02
8. Vel Proclet – 4:14

## Formazione
- Hupogrammos Disciple - chitarra, voce, basso, tastiere
- Negru - batteria